# Bohumír Roedl
Bohumír Roedl (* 9. září 1950 Žatec) je český historik a archivář. V letech 1981–2013 byl ředitelem Státního okresního archivu v Lounech. Zabývá se zejména regionálními dějinami, dějinami vinařství a kriminality v raném novověku.

## Život
V Žatci maturoval roku 1969 na gymnáziu. V roce 1974 obhájil na Filozofické fakultě Univerzity Karlovy, kde vystudoval obory dějepis a filozofii, diplomovou práci Toleranční patent a jeho ohlas v Čechách. Ta se o rok později stala základem k udělení titulu PhDr. Jeho prvním zaměstnavatelem bylo Muzeum skla a bižuterie v Jablonci nad Nisou, kde v letech 1974–1976 působil jako kurátor. Ve druhé polovině roku 1976 byl zaměstnán v železárnách v Králově Dvoře jako pomocník pecaře. V letech 1977–1979 pracoval jako podnikový archivář v národním podniku Základna rozvoje uranového průmyslu v Příbrami. V letech 1979–1981 vykonával na Středisku státní památkové péče a ochrany přírody Středočeského kraje funkci historika umění. Roku 1981 nastoupil do Okresního archivu v Lounech, kde ve funkci vystřídal dosavadního ředitele Bořivoje Lůžka. Založil a řídil Sborník okresního archivu v Lounech, jehož 10 svazků vyšlo v letech 1985–2001. V letech 1993–1996 byl členem komise pro zavádění výpočetní techniky do archivů při Vědecké radě Ministerstva vnitra České republiky, v letech 1992–2013 zasedal v redakční radě Sborníku archivních prací. V roce 2010 obdržel od ministra vnitra medaili Za zásluhy o české archivnictví. Od téhož roku působí na Wikipedii.
V roce 1989 spoluzakládal v Lounech Občanské fórum a Klub angažovaných nestraníků. V roce 1990 byl kooptován do lounské městské rady, v letech 1990–1994 byl členem lounského městského zastupitelstva. Do něj byl znovu zvolen roku 2010. Je ženatý a má dvě dcery. Jeho otcem je iberoamerikanista Bohumír Roedl (starší).

### Samostatné publikace
- Smolné knihy města Loun (edice), in: Sborník okresního archivu v Lounech 6, 1993, ISSN 1210-3675.
- Žatecká rodina Hošťálků z Javořice, Regionální muzeum K. A. Polánka, Žatec 1997, ISBN 80-901944-3-5.
- Biografický slovník okresu Louny, Albis international Ústí nad Labem, Louny 2000, ISBN 80-86067-50-5 (se Zdeňkou Patrovskou).
- Cítoliby, Nakladatelství Digon, Louny 2003, ISBN 80-903348-0-6.
- Svědectví z morového času. Kniha svědeckých výpovědí u městského soudu v Žatci z let 1580–1587 (edice), Koniasch Latin Press, Praha 2003, ISBN 80-86791-04-1.
- Vademecum městské správy v Lounech v letech 1573–1727, Albis international Ústí nad Labem, Louny 2004, ISBN 80-86067-99-8.
- Kapitoly z dějin Černčic, Obec Černčice, Černčice 2005, ISBN 80-903348-7-3.
- Pnětluky, Obecní úřad Pnětluky, Louny 2007, ISBN 978-80-87019-07-8.
- Velemyšleves, Minice, Truzenice, Zálezly, Obecní úřad Velemyšleves, Louny 2007, ISBN 978-80-87019-03-0 (s Josefem Zahradníčkem).
- Konětopy, Obec Pnětluky, Louny 2009, ISBN 978-80-87019-13-9 (s Vladimírem Studeným).
- Tuchořice, Nečemice a Třeskonice, Obec Tuchořice, Tuchořice 2014, ISBN 978-80-260-6088-8.
- Hřivice a Markvarec, Libri, Praha 2016, ISBN 978-80-7277549-1.
- Deštnice, Sádek, Nová Hospoda, Obec Deštnice, Deštnice 2018, ISBN 978-80-270-3875-6.
- Holedeč, Holedeček, Veletice, Stránky, Obec Holedeč, Holedeč 2018 (s Pavlem Tarabou a Slavomírem Tarabou).
- Cítoliby, Nakladatelství Digon pro Městys Cítoliby, Cítoliby 2019, ISBN 978-80-87019-23-8 (s Evou Parkmanovou a Zdeňkem Borlem, 2. rozšířené vydání).
- Postoloprtsko, fotografie Václav Mach, nakladatelství Digon pro Město Postoloprty, Postoloprty 2021, ISBN 978-80-87019-24-5.
- Osobnosti Postoloprtska, Město Postoloprty Postoloprty 2024.

### Spoluautorství v kolektivních publikacích
- Holodňák, Petr (ed.), Žatec, Propagační tvorba Praha, Žatec 1992, ISBN 80-85386-25-9.
- J. Bahlcke, W. Eberhard, M. Polívka (eds.), Handbuch der historischen Stätten – Böhmen und Mähren, Kröner Verlag, Stuttgart 1998, ISBN 3-520-32901-8 (česká verze Lexikon historických míst Čech, Moravy a Slezska, Argo, Praha 2001, ISBN 80-7203-402-2.
- Holodňák, Petr – Ebelová, Ivana (eds.), Žatec, Nakladatelství Lidové noviny, Praha 2004, ISBN 80-7106-443-2.
- Roedl, Bohumír (ed.), Louny, Nakladatelství Lidové noviny, Praha 2005, ISBN 80-7106-662-1.
- Matyáš, Jiří a kol., Dějiny žateckého gymnázia. Schola zatecensis, Albis international Ústí nad Labem, Žatec 2009, ISBN 978-80-86971-85-8.
- Mlýnková, Graziella a kol., Brodec, Adart, Brodec 2011, ISBN 978-80-904645-0-6.
- Mareš, Karel a kol., Dějiny gymnázia v Lounech. 115 let v životě školy, Gymnázium Václava Hlavatého Louny, Louny 2011, ISBN 978-80-254-9763-0.
- Peksa, Vojtěch a kol., Podbořany. 660 let od první písemné zmínky, Město Podbořany, Podbořany 2022, ISBN 978-80-11-02233-4.
- Kaše, Martin – Holub, Zbyněk (eds.), Nepomyšl v proudu času, Městys Nepomyšl, Nepomyšl 2023, ISBN 978-80-86948-35-5.

### Studie (výběr)
- Rok 1848 na Příbramsku, Vlastivědný sborník Podbrdska 14, 1978, s. 45–60.
- Ke dvěma pojetím příbramského roku 1848, Vlastivědný sborník Podbrdska 18, 1980, s. 75–79.
- Drancování v Příbrami roku 1918, Vlastivědný sborník Podbrdska 18, 1980, s. 107–115.
- Strategie a taktika v řízení okresního archivu, Archivní zprávy ČSAV 14, 1982, s. 98–102 (s Bořivojem Lůžkem).
- Regionální historik František Štědrý, Vlastivědný sborník Podbrdska 25, 1983, s. 171–174.
- Knihy svědomí Žatce a Loun jako pramen k dějinám městského soudnictví před Bílou horou, Folia historica bohemica 7, 1984, s. 251–270.
- Povolání nových měšťanů v Žatci a Lounech před Bílou horou, Sborník okresního archivu v Lounech 1, 1985, s. 49–52 (s Petrou Horáčkovou).
- Lounská rodina Purkyňů, Mikulovská sympozia 17, 1987, s. 175–180.
- Postoj německých kronikářů ke vzniku ČSR, in: Vznik a vývoj iredentistických snah německého obyvatelstva v letech 1918–1945, Ústí nad Labem 1987, s. 104–111.
- Kruchta a hudebniny bratrstva českých literátů v Lounech, Hudební věda 24, 1987, s. 168–171 (s Dagmar Vanišovou).
- Za PhDr. Bořivojem Lůžkem, Archivní časopis 37, 1987, s. 180–181.
- Praha v kronice Pavla Mikšovic, Sborník okresního archivu v Lounech 2, 1988, s. 59–65.
- Mládežnické hnutí volyňských Čechů na Žatecku, Acta Litomericensia 1989, s. 117–123.
- Neznámé písemnosti Karla IV. a Václava IV. k severozápadním Čechám, Minulostí západočeského kraje 26, 1990, s. 189–209 (s Karlem Marešem).
- K historické topografii Žatce v 16. a počátkem 17. století, Sborník okresního archivu v Lounech 3, 1990, s. 42–58.
- Metodologické aspekty studia městského hrdelního soudnictví, in: Česká města v 16.–18. sto-letí, Praha 1991, s. 63–69.
- Stavební podnikání města Loun před Bílou horou, Sborník okresního archivu v Lounech 5, 1992, s. 35–40.
- Šlechta a hrdelní soud v Lounech, in: Život na šlechtickém sídle v 16.–18. století, Ústí nad Labem 1992, s. 74–81.
- Náklady na činnost lounského hrdelního soudu v letech 1571–1631, Folia historica bohemica 16, 1993, s. 97–112.
- Návrat středověkých listin z USA, Archivní časopis 44, 1994, s. 34–38.
- Nad počítačovou anketou, Archivní časopis 44, 1994, s. 111–113.
- Huertova mise v Lounech, in: Rekatolizace v českých zemích, Pardubice 1995, s. 111–117.
- Žebrák a Točník očima Jana Havránka, Castellologica bohemica 5, 1996, s. 279–285 (s Tomášem Durdíkem).
- Cestou milosti – hrdelní reversy v praxi českých městských soudů raného novověku, in: Hrdelní soudnictví českých zemí 16.–18. století, Pardubice 1996, s. 41–62, ISBN 80-86046-06-0.
- Sudička Anna Hubková z Černčic, Documenta pragensia 13, 1996, s. 135–143.
- Žatecké kapitoly Pavla Skály ze Zhoře, Dějiny a současnost 19, 1997, č. 1, s. 14–17.
- Pozůstalost arabisty Eduarda Glasera, in: Cesty a cestování v životě společnosti, Ústí nad Labem 1997, s. 443–447, ISBN 80-7044-136-4.
- Objev Čeradické brány v Žatci, Průzkumy památek 4, 1997, s. 130–135 (s Petrem Holodňákem a Vladislavem Razímem).
- Kontakty německých obchodních firem se Žatcem před rokem 1618, in: Vindemia. Sborník k 60. narozeninám Ivana Martinovského, Albis international, Ústí nad Labem 1997, s. 87–95, ISBN 80-86067-14-9.
- Archiváři, informace a badatelé. Několik poznámek k limitům při využívání archiválií, Zpravodaj pobočky ČIS při Státním ústředním archivu v Praze, č. 45, 1998, s. 12–16.
- Žatecké dějepisectví před rokem 1914, Mikulovská sympozia 25, 1998, s. 179–185.
- Několik poznámek k životopisu Havla Cahery, in: Náboženské dějiny severních Čech, Ústí nad Labem 1999, s. 78–81, ISBN 80-7044-219-0
- Jiří Beran šedesátníkem, Archivní časopis 49, 1999, s. 50–51.
- Ke Kafkovu pobytu v Siřemi, in: Die Verwandlung – Věstník Společnosti Franze Kafky 1999, č. 1–2, s. 4–9.
- Opevnění Loun do roku 1620 ve světle archivních pramenů, Sborník okresního archivu v Lounech 9, 1999, s. 21–73.
- Dodatky k Hošťálkům z Javořice a rodině Pavla Skály ze Zhoře, Sborník okresního archivu v Lounech 10, 2001, s. 101–122.
- Siřemské měsíce Franze Kafky, Dějiny a současnost 24, 2002, č. 2, s. 38–40.
- Valdštejn před branami Loun, Documenta pragensia 20, 2002, s. 307–312.
- Úřad perkmistrů v Lounech v průběhu 16. – 18. století, Sborník archivních prací 53, 2003, č. 1, s. 1–59.
- Knihy svědomí jako pramen k dějinám kultury, in: Vlast a rodný kraj v díle historika. Sborník prací žáků a přátel věnovaný profesoru Josefu Petráňovi, Historický ústav AV ČR, Praha 2004, s. 305–318, ISBN 80-7286-064-X.
- Lounské vinařství v letech 1567–1631 pohledem kronikáře Pavla Mikšovice, in: Dějiny vinařství na Moravě, Sborník příspěvků z konference uspořádané ve dnech 16. – 17. září 2004 ve Slavkově u Brna, Brno 2005, s. 41–55, ISBN 80-86931-08-0.
- Ke komunikaci městských rad ve Slaném a v Lounech v předbělohorském století, in: Slánské rozhovory 2006 – Lounsko, Město Slaný, Slaný 2007, s. 18–21, ISBN 978-80-254-0168-2.
- Lounské baroko a jeho tvůrci, in: Per saecula ad tempora nostra. Sborník prací k šedesátým narozeninám prof. Jaroslava Pánka, Praha 2007, s. 414–425, ISBN 978-80-7286-118-7.
- Vinohradnictví v Žatci do začátku třicetileté války, Časopis společnosti přátel starožitností 116, 2008, č. 1, s. 29–38.
- Trh s vinicemi v Lounech a Žatci v 16. století, in: Trpké býti zdá se? Víno a vinařství v českých zemích ve středověku a raném novověku. Sborník příspěvků z konference konané v Mělníce 2. – 4. dubna 2008, Mělník 2009, s. 93–111, ISBN 978-80-903899-6-0.
- Rejstřík k neznámé kronice v kontextu lounského raně novověkého dějepisectví, Porta bohemica 5, 2009, s. 135–149, ISBN 978-80-86971-88-9 (s Oldřichem Kotyzou).
- Norimberští věřitelé žateckých a lounských kupců v 16. století, Documenta pragensia 29, 2010, s. 281–298.
- Od Valtíře k Jedličkovi aneb lounská knihovna a její čtenáři, in: Historie lounského knihovnictví, Občanské sdružení Knihovna třetího tisíciletí, Louny 2010, s. 5-40, ISBN 978-80-904113-6-4.
- Historik Loun Kamil Linhart, Poohří 1, 2011, s. 210–223, ISBN 978-80-905007-0-9.
- Písemná komunikace cítolibské vrchnosti a městské rady v Lounech v 16. – 18. století, Comotovia 2011, s. 70–90, ISBN 978-80-86971-43-8.
- Česky a německy psaná regionální periodika českého pohraničí na příkladu vlastivědných sborníků v Podbořanech, Žatci a Lounech, in: Regionální vlastivědná periodika a jejich místo v historiografii, Muzeum Podblanicka, Benešov – Vlašim 2012, s. 163–172, ISBN 978-80-86452-29-6.
- Cítolibské baroko pohledem kostelních účtů z let 1691–1752, in: Sborník ke 125. výročí založení Oblastního muzea v Lounech, Oblastní muzeum Louny, Louny 2014, s. 101-110, ISBN 978-80-905891-0-0
- Zapomenuté árie Boženy Kacerovské (1880–1970), in: Fontes ipsi sitiunt. Sborník prací k sedmdesátinám archiváře a historika Eduarda Mikuška, Státní oblastní archiv v Litoměřicích, Litoměřice 2016, s. 229–241, ISBN 978-80-904381-5-6.
- Wikipedie a regionální historie Podbořanska, in: Comotovia 2015, Statutární město Chomutov, Chomutov 2016, s. 260–274, ISBN 978-80-86971-63-6.
- Příběh lounské divadelní opony, in: Sýkorová, Lenka (ed.), Příběh lounské piazzetty, Louny 2019, s. 9–12.
- Krčma v Holedeči v raném novověku, in: Comotovia 2019, Statutární město Chomutov, Chomutov 2020, s. 84–91, ISBN 978-80-906404-3-6.
- Pomístní jména v Žatci a jeho okolí v 16. a 17. století, in: Holodňáková, Radmila, S uličnicí po Žatci, Žatec 2020, s. 2–7, ISBN 978-80-88075-20-2.
- Dopis Bohuslava Martinů Boženě Dapeciové z roku 1922, Porta bohemica 10, 2021, s. 213–218.
- Skupice: Úvahy o přeložení vesnice a o dataci zvonice u tamního kostela svatého Jana Křtitele, Poohří 10, 2022, s. 58–66, ISBN 978-80-905891-7-9.
- Archivář, historik a pábitel Bořivoj Lůžek, Poohří 12, 2024, s. 105–116, ISBN 978-80-908904-1-1.

### Populární práce (výběr)
- Raná v proměnách času, Městský národní výbor Louny, Louny 1985 (s Miroslavem Aidlpsem).
- Benedikt Rejt a Louny – mýty a skutečnosti, Zprávy klubu přátel Pardubicka 20, 1985, s. 125–127.
- Beethovenův přítel z Hořetic, Svobodný hlas 4, 1994, č. 21, 26. 5. 1994.
- 650 let obce Líšťany, Obec Líšťany, Líšťany 1997 (s Miroslavem Protivou).
- Okres Louny – průvodce, Okresní úřad Louny, Louny 1999, ISBN 80-901944-9-4 (s kolektivem).
- Část díla Antonína Dvořáka vznikala v Lounech, Svobodný hlas 11, 2001, č. 48, 29. 11. 2001.
- Nové poznatky o Cítolibech v době baroka, Cítolibský zpravodaj 12, 2007, č. 1, s. 20–23.
- Archivní postgraduál podle Jindřicha Tomase, Ročenka České archivní společnosti, Praha 2012, s. 139–140, ISBN 978-80-904688-1-8.
- František Kupka v Lounech, Svobodný hlas 22, 2013, č. 8, 20. 2. 2013.
- Má setkávání s Karlem, in: Panu učiteli s láskou. Sborník k poctě Karla Mareše, Gymnázium Václava Hlavatého, Louny 2019, s. 16–19, ISBN 978-80-270-6955-2.
- Louny v přelomové době, in: Hons, Vladimír (ed.), Louny 1989–2019, Louny 2019, s. 7–12.
- Archivní vzpomínání, Porta bohemica 11, 2023, s. 182–189, Digitální podoba sborníku